# Асвея
Асвея (лит. Asveja) або Дубінгю (лит. Dubingių ežeras — озеро на сході Литви. Озеро льодовикового походження, належить до басейну річки Жеймяна.

## Етимологія
Походження назви Asvėja невідоме, можливо, це регіональне використання слова Ašvienis, Asva («кінь»). Назва Dubingių означає яр, яма.

## Характеристика
Озеро є найдовшим озером в Литві, завдовжки 29,7 км. Площа 9,78 км² і максимальна глибина 50,2 м, що робить його третім найглибшим озером в країні. Воно розташоване на межі Молетського, Швянченіського та Вільнюського районів. Складається із двох частин: західна називається Дубінгю, східна  — Білішкю. Обидві частини з'єднані протокою завдовжки 200 м та завширшки 10 м. Берегова лінія дуже звивиста, завдовжки понад 70 км. Береги високі, піщані, порослі соснами. Є 6 островів, площею 4,4 гектари.
Інша назва озера походить від замку Дубінгяй, що побудований на колишньому острові, а також в невеликому містечку Дубінгяй, яке розташоване на березі озера. Місто є популярним туристичним напрямком. Річка Жеймяна тече до південь від озера.
Озеро утворилося від танення полярних льодів під час останнього льодовикового періоду. Такі озера схожі на річку: вони довгі, вузькі (найбільша ширина Асвея становить всього 880 м.) і глибокі. У 1992 році тут був створений регіональний парк для захисту екосистеми і ландшафту. Популярний об'єкт водного та рибальського туризму.

## Пам'ятки
Однією з місцевих пам'яток є дерев'яний міст через озеро. Він був побудований в 1934 році і до цих пір використовується. Президент Антанас Сметона взяв участь у відкритті першого моста через озеро в Литві. Міст 84 м завдовжки; озеро в цій точці сягає до 15 м в глибину.